# Protohermes gutianensis
Protohermes gutianensis är en insektsart som beskrevs av Ding Yang och C.-k. Yang 1995. Protohermes gutianensis ingår i släktet Protohermes och familjen Corydalidae. Inga underarter finns listade i Catalogue of Life.